# (1229) Tilia
(1229) Tilia es el asteroide número 1229 perteneciente al cinturón exterior de asteroides. Fue descubierto por el astrónomo Karl Wilhelm Reinmuth  desde el observatorio de Heidelberg, el 9 de octubre de 1931. Su designación alternativa es 1931 TP1. Está nombrado por los tilos, una planta de la familia de las malváceas.